# Parafia Matki Bożej Królowej Polski w Rudzienicach
Parafia Matki Bożej Królowej Polski w Rudzienicach – parafia rzymskokatolicka w diecezji elbląskiej. Erygowana w 1350 roku, reerygowana 22 września 1952 roku przez warmińskiego administratora apostolskiego warmińskiego wikariusza kapitulnego Wojciecha Zinka.
Na obszarze parafii leżą miejscowości: Rudzienice, Gromoty, Kałduny, Mątyki, Tynwałd. Tereny te znajdują się w gminie Iława w powiecie iławskim w województwie warmińsko-mazurskim.
Kościół parafialny w Rudzienicach został wybudowany w latach 1857-1860.